# Creu del Portal (Palamós)
La Creu del Portal és una creu del calvari concebuda com a creu de terme de Palamós (Baix Empordà) inclosa a l'Inventari del Patrimoni Arquitectònic de Catalunya.

## Descripció
Està formada per una creu llatina de braços de secció quadrangular rematats, els tres superiors, per florons gallonats de secció piramidal amb un collarí d'oves entre aquests i el braç. El braç longitudinal inferior mostra el mateix collarí d'oves però el floró final ha estat substituït per un tram de planta quadrada amb la superfície estriada. Cartel·les cargolades se situen als angles dels braços configurant un perfil estrellat al conjunt. A l'anvers, presideix la creu la imatge de Crist crucificat, mentre que al revers hi trobem la imatge de la Verge. En els plans del braços dels tres braços superior d'ambdues cares, just abans d'arribar als florons finals, podem observar caparons alats en relleu. La creu resta damunt una columna rematada amb capitell motllurat que recorda els models dòrics. El sòcol de la columna presenta en una de les cares l'escut de la vila de Palamós dins un medalló ovalat envoltat de roleus i la data 1593. El conjunt reposa damunt una base graona de secció poligonal. on consta la realització d'aquest darrer element: 1926.

## Història
Inicialment aquesta creu va ser planta a la plaça del Portal, actual plaça dels Arbres, el dia 28 de maig de 1593, pel metres d'obres Pere Carles. El Portal de la Bassa era el nom donat a una de les portes que donava accés a Palamós quan encara estava envoltada per muralles. Sembla que la creu del Portal va ser destruïda l'any 1868 durant uns actes vandàlics. Allò que quedà de la creu es va dipositar al cementiri del Pedró i l'any 1904 Salvador Bonet la va fer reconstruir, i la va guardar a casa seva on tenia un petit museu. El mateix 1904 va ser plantada a l'entrada del nou cementiri de Palamós.
Una imatge antiga de la creu (Bastardes, 1982), de l'any 1920, permet observar que la motllura estriada del braç inferior era una mena de pedestal acabat també amb sanefa d'oves i el capitell motllurat estava guarnit amb oves, sanefa perlada i floretes.